# Deczki Sarolta
Deczki Sarolta (Debrecen, 1977. április 14. –) magyar irodalomtörténész, filozófus, kritikus, az MTA BTK Irodalomtudományi Intézet Modern Magyar Irodalmi Osztályának tudományos munkatársa.

## Életpályája
Sárándon és Hajdúbagoson nevelkedett, a debreceni Ady Endre Gimnáziumban érettségizett 1995-ben. A Szegedi Tudományegyetemen szerzett diplomát magyar nyelv és irodalom szakon 2001-ben, valamint filozófia szakon 2002-ben. 2003 és 2006 között szemináriumokat tartott a szegedi és a debreceni egyetem filozófia tanszékein etikai és történetfilozófiai témákban.
Doktori képzésen vett részt a Debreceni Egyetem, Multidiszciplináris Bölcsészettudományok Doktori Program Modern Filozófia Doktori Iskoláján, témavezetője Vajda Mihály volt. 2011 végén védte meg disszertációját, melynek címe: A kezdet és a Cogito; témája: Edmund Husserl filozófiája és általában a válság problémája.
2006 tavaszán tudományos segédmunkatárs lett a szegedi egyetem filozófia tanszékén. Ugyanettől az évtől az MTA BTK Irodalomtudományi Intézetének fiatal kutatói ösztöndíjasa, 2009-től tudományos segédmunkatársa, 2016-tól tudományos munkatársa. Közben óraadó tanár volt Budapesten a Zsigmond Király Főiskolán (2006–2012) és a Kortárstánc Főiskolán (2012–2014). 2004-ben Erasmus-ösztöndíjas volt, azt követően ösztöndíjasként több alkalommal folytatott kutatást külföldi egyetemeken, általában német nyelvterületen.
A Modern Magyar Irodalmi Osztály munkatársaként természetesen elsősorban irodalommal foglalkozik, a filozófiára kevés ideje marad, „bár minden, amit az irodalomban vagy máshol művelek, abban gyökerezik, amit a filozófiából és -tól tanultam” – nyilatkozta egy interjúban 2016-ban. Ugyanott „árulta el”, hogy dolgozik egy Tar Sándor-monográfián és tervez egy monográfiát a német irodalom magyarországi recepciójáról.
Kutatási területei: a 20. századi és kortárs magyar próza, a test és idegenség problémái, irodalom és filozófia kapcsolata, a magyar szellemtörténeti iskola és a német szellemtudomány. Esszéi, kritikái rangos irodalmi és szakfolyóiratokban jelennek meg, rendszeres résztvevője az Élet és Irodalom „ÉS-Kvartett” elnevezésű könyvkritikai beszélgetéssorozatának. MTA köztestületi tag és a Magyar Filozófiai Társaságnak tagja.

## Munkái
Publikációinak jegyzéke a Magyar Tudományos Művek Tárában.

### Könyvei
- Az érzékiség dicsérete Budapest, Kalligram Kiadó, 2013[5]
- Meredek sziklagerincen: Husserl és a válság problémája Budapest, L’Harmattan Kiadó, 2014[6]
- Fordított világ: kritikák, tanulmányok Miskolc, Szépmesterségek Alapítvány, Műút könyvek, 2016[7]
- A jereváni rádió Miskolc, Szépmesterségek Alapítvány, Műút könyvek, 2021
- Tar Sándor, Osiris Kiadó, 2022 (Irodalomtörténet – Tanulmányok sorozat), ISBN 9789632764580

### Recenziók könyveiről
- Földes Györgyi: A kézzelfogható és a tenyérből kicsúszó (Deczki Sarolta: Az érzékiség dicsérete)[8]
- László Emese: Érzékek iskolája (Deczki Sarolta: Az érzékiség dicsérete)[9]
- Angyalosi Gergely: Az újrakezdés pátosza (Deczki Sarolta: Meredek sziklagerincen – Husserl és a válság problémája)[10]
- Kálmán C. György: Deczki Sarolta: Fordított világ (Kritikák, tanulmányok)[11]

## Díjai
- Déry Tibor-díj (2022)[12]